# SLC10A1
SLC10A1 (англ. Solute carrier family 10 member 1) — белок, кодируемый одноименным геном, расположенным у людей на коротком плече 14-й хромосомы. Длина полипептидной цепи белка составляет 349 аминокислот, а молекулярная масса — 38 119.
Кодируемый геном белок функционально принадлежит к рецепторам клетки-хозяина для входа вируса, рецепторов.
Задействован в таких биологических процессах, как взаимодействие хозяин-вирус, транспорт ионов, транспорт, транспорт натрия, симпортный транспорт.
Белок имеет сайт для связывания с ионом натрия.
Локализован в мембране.